# نیو کوولون
نیو کوولون (به لاتین: New Kowloon) یک منطقهٔ مسکونی در چین است که در هنگ کنگ واقع شده‌است.